# Linus Lindström
Linus Lindström, född 8 januari 1998 i Skellefteå, är en svensk ishockeyspelare (centerforward) som spelar för HV71 i SHL.

## Klubbar
- Skellefteå AIK J20, SuperElit, (2014/2015 – 2016/2017)
- BIK Karlskoga, Allsvenskan, (2018/2019)
- Skellefteå AIK, SHL, (2015/2016 – 2024/2025)
- HV71, SHL, (2025/2026 –)